# ديكلان براون
ديكلان براون (بالإنجليزية: Declan Browne)‏ هو لاعب قذف أيرلندي، ولد في 16 يونيو 1978 في تيبيراري في جمهورية أيرلندا.